# 森重政 (大膳亮)
森重政（1593年5月23日—1618年7月26日）是安土桃山時代至江戶時代初期的武將。父親是美作國津山藩初代藩主森忠政。官位是從五位下大膳亮。

## 生平
在文祿2年（1593年）於美濃國金山出生，家中長男。被認為最初擁有家中繼承權，不過因為是側室的兒子，在忠政的正室岩（豐臣秀長的養女）和忠政之間誕下次男虎松、三男忠廣後，因為是庶長子而失去繼承權。
在元和4年（1618年）於美作國苫南郡真經村死去。享年26歲。法名是瑞應院殿桂林俊芳大禪定門。原本被葬在新原谷槙尾畝，不過後來改葬到現今的岡山縣久米郡的誕生寺。